# Groot Ziekengasthuis
Het Groot Ziekengasthuis was een algemeen ziekenhuis in de binnenstad van 's-Hertogenbosch.  De locatie werd in april 2011 gesloten, vanwege verhuizing naar een nieuwbouwlocatie. Sinds 2002 maakte het ziekenhuis onderdeel uit van het Jeroen Bosch Ziekenhuis. 
Het Groot Ziekengasthuis was na het Reinier de Graaf Gasthuis uit Delft het oudste ziekenhuis van Nederland. Het wordt in 1274 voor het eerst beschreven. Vanaf het begin lag de zorg in handen van gasthuiszusters. Het waren vooral armen, reizigers en bedevaartgangers die hier verpleegd werden. Echter, door de verovering van 's-Hertogenbosch in 1629 werden de zusters vervangen door lekenpersoneel. In 1880 ging Het Groot Ziekengasthuis deel uitmaken van de Godshuizen. Het ziekenhuis kwam toen in handen van de Barmhartige Zusters van de H. Carolus Borromeus uit Trier. Het klooster, en de kapel aan de Tolbrugstraat uit 1910 zijn daar nog een zichtbaar bewijs van.
Het ziekenhuis is verscheidene malen uitgebreid. In de jaren zestig werd de volksbuurt De Pijp afgebroken ('gesaneerd') ten behoeve van de bouw van een nieuwe ziekenhuisflat. In De Pijp woonden veel autochtone Bosschenaren.
In de jaren zeventig wilde het Carolusziekenhuis, een ander ziekenhuis in 's-Hertogenbosch, ontworpen door de Tilburgse architect Jos Schijvens, vanwege zijn beperkte uitbreidingsmogelijkheden fuseren met het Groot Ziekengasthuis, maar dit voelde weinig voor een fusie. Het Carolusziekenhuis week hierop uit naar de rand van de stad.
In 1990 werd het 'Bosch Medicentrum' gevormd door een fusie tussen de drie ziekenhuizen in 's-Hertogenbosch: Het Groot Ziekengasthuis, het Carolusziekenhuis en het Willem-Alexander Ziekenhuis. Op 1 januari 2002 ontstond het Jeroen Bosch Ziekenhuis uit een fusie tussen het Carolus-Liduina Ziekenhuis en het 'Bosch Medicentrum'.
Op 27 april 2011 werd de nieuwbouw van het Jeroen Bosch Ziekenhuis aan de rand van de stad geopend en werden tegelijkertijd de ziekenhuizen op de oude locaties (waaronder die in de binnenstad) gesloten. Dit ging gepaard met een grote verhuizing van patiënten met behulp van speciaal ingerichte vrachtwagens. Na deze verhuizing is sinds mei 2011 sprake van één ziekenhuislocatie in 's-Hertogenbosch.
De aanbouw uit 1967-1974 van architect Jan van der Laan is gesloopt in 2016. Hier zal een woon- en winkelbestemming komen. De oude bebouwing (het Mariapaviljoen, stergebouw, kapel, en klooster (1910-1915)) blijft voor de binnenstad behouden. Dit zijn rijksmonumenten.